# 贝尔纳多·奥赛

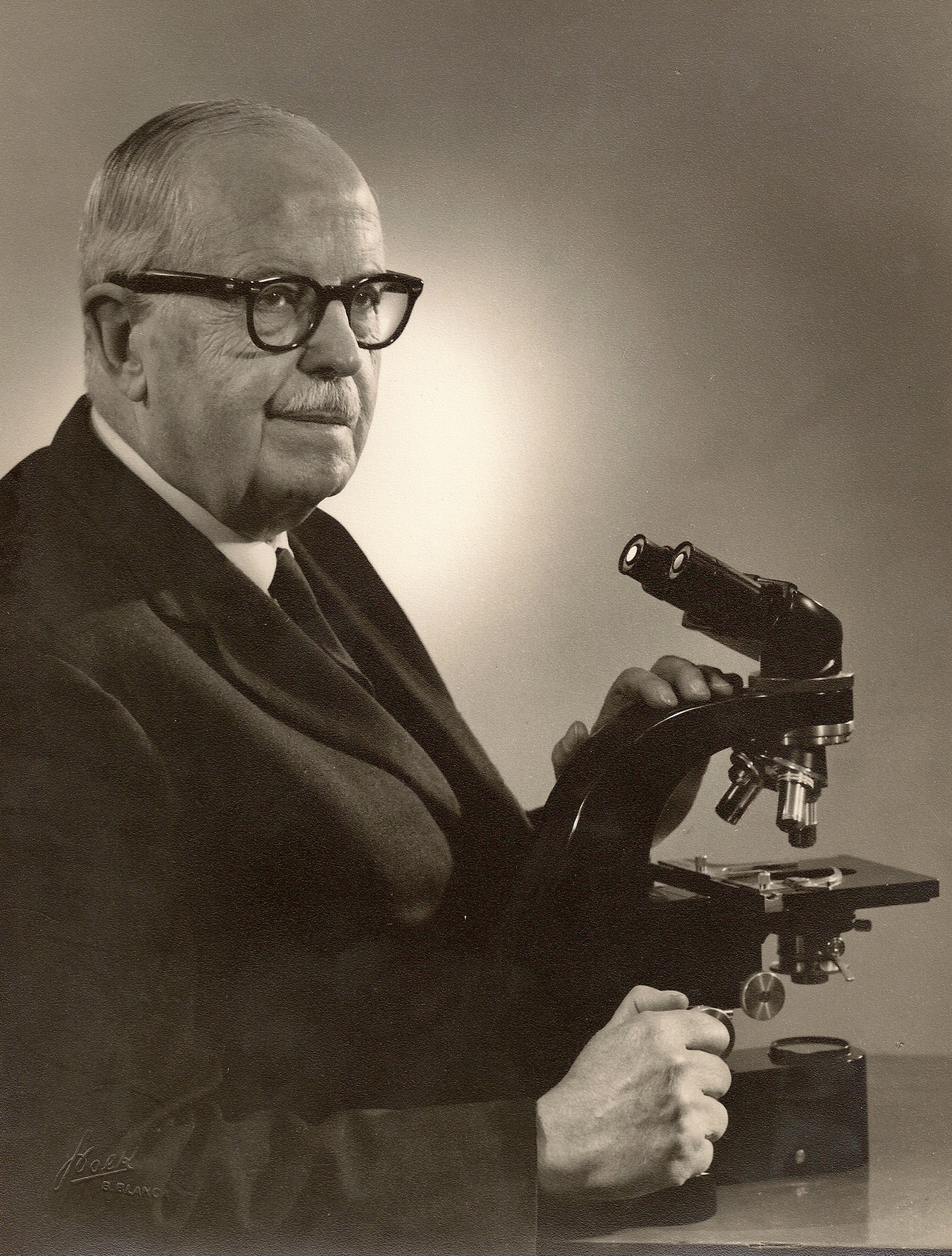
贝尔纳多·奥赛

贝尔纳多·阿尔韦托·奥赛（西班牙語：Bernardo Alberto Houssay，1887年4月10日—1971年9月21日），阿根廷医生。他由于发现脑下垂体前叶激素在糖代谢中的部分作用而获得了1947年诺贝尔生理学或医学奖。

## 生平
贝尔纳多·阿尔韦托·奥赛（1887～1971）
1887年4月10日出生在阿根廷布宜诺斯艾利斯。父亲阿尔伯特博士是法庭律师，母亲克拉里·奥赛，他们是从法国来到阿根廷的。奥赛早期在私人学校ColegioBritOnico接受教育，1904年毕业时他14岁，破格进入了布宜诺斯艾利斯大学的药学院。奥赛很早就开始了医学研究，1907年在他完成学业之前，已经在生理学系得到了一个职位，开始在该处研究脑垂体，并在1911年以这篇学位论文获得硕士学位，还赢得了大学奖。1910年他被任命为兽医学院生理学教授。1913年成为Alvear医院的主任医师。1915年～1919年期间还在国家卫生部的实验生理学与病理学实验室任职。1919年成为布宜诺斯艾利斯大学的生理学教授，并在医学院组建了生理学研究所，使之赢得了国际声誉。他一直是这个研究所的教授和主任，直到1943年。是年由于发表谈话宣扬民主，和政府意见不和，被迫辞去职位。尽管接到了许多国外的邀请，但他还是坚持留在国内，用Sauberan和其他一些机构的捐献基金组建了生物与实验医学研究所(The Institutode Biologiay Medicina Ex．perimental)，一直担任主任，继续他的研究工作。1955年新政府恢复了他在布宜诺斯艾利斯大学的职位。奥赛的妻子MariaAngelicaCatan博士是一名化学家，于1962年去世。他们有三个儿子：Alberto，Hector和Raul。贝尔纳多·奥赛死于1971年9月21日。

## 研究
奥赛的研究涉及生理学的各个方面，但对内分泌腺有特别的兴趣。他用毕生的精力研究脑垂体，最重要的发现是关于垂体前叶在糖代谢中的作用和糖尿病的发病研究。他还对生理学和药理学的其他方面有所研究，包括循环和呼吸生理学，免疫的过程，神经系统，消化系统和蛇毒、蜘蛛毒，等等。除了研究之外，他还积极推动阿根廷国内大学和医学教育以及科学技术的进步。
他一生著有500多篇论文以及一些书籍，获得了从1923年国家科学院(布宜诺斯艾利斯)到1960年内分泌学学会(伦敦)的戴尔奖等许许多多的奖励。他还拥有25所大学的荣誉博士学位；是阿根廷国家医学学会、文学学会、布宜诺斯艾利斯国立科学学会、布宜诺斯艾利斯道德与政治科学学会和科学罗马宗教学会的会员；被聘为15所大学，国外11所学术机构的荣誉教授；是38个学会，16个生物学会，11个内分泌学学会，7个生理学学会和5个心脏学会的荣誉会员或通信会员；还被一些国家授予各种勋章。